# ميزوكي هامادا
ميزوكي هامادا (باليابانية: 濱田 水輝) (18 مايو 1990 في نيوجيرسي في الولايات المتحدة – )؛ هو لاعب كرة قدم ياباني سابق كان يلعب كمدافع.

## وصلات خارجية
- ميزوكي هامادا على موقع رابطة كرة القدم اليابانية للمحترفين (اليابانية)
- ميزوكي هامادا على موقع قاعدة بيانات كرة القدم.إي يو (الإنجليزية)
- ميزوكي هامادا على موقع Soccerway.com (الإنجليزية)
- ميزوكي هامادا على موقع عالم كرة القدم.نت (الإنجليزية)
- ميزوكي هامادا على موقع كووورة